# Francesco Antonio Vallotti
Francesco Antonio Vallotti (Vercelli, 1697. június 11. – Padova, 1780. január 10.) olasz zeneszerző, zeneelméletíró és orgonista.

## Életpályája
Francesco Antonio Vallotti 1697. június 11-én született az itáliai Vercelliben. Tanulmányait Giovanni Ambrogio Bissone (1646–1726) mellett, a Szent Özséb-székesegyházban folytatta. Felfigyelt rá a Vercellibe való Padre Beccaria, és 1715 körül Chambérybe küldte a noviciátus elvégzésére. Savoyába visszatérve 1716-ban belépett a ferences rendbe. Cuneóban filozófiát, Padovában pedig teológiát tanult. 1720-ban szentelték pappá.
1722-ben lett a padovai Szent Antal-székesegyház orgonistája, végül 1730-ban maestro Francesco Antonio Calegari utódjaként ő is ugyanott lett mester, és ezt a tisztséget a következő ötven évben is betöltötte. Itt találkozott és dolgozott együtt egy másik teoretikus zeneszerzővel, Giuseppe Tartinivel. Georg Joseph Vogler (Vogler abbé) Vallotti tanítványa volt.
Vallotti fennmaradt kompozíciói teljes egészében szakrális jellegűek. Számos műve csak kéziratban maradt fenn.
Vallotti sokat foglalkozott a harmónia és az ellenpont elméletével. Elméleti törekvései 1779-ben csúcsosodtak ki, amikor nem sokkal élete vége előtt megjelentette 167 oldalas, négykötetes művét Della scienza teorica e pratica della moderna musica (A modern zene tudományos elméletéről és gyakorlatáról) címmel.
1780. január 10-én Padovában érte a halál.

## Főbb munkái
- Responsorial négy hangra csembaló kísérettel.
- Responsorial for sabbato sancto
- Responsorial for coena domini

## Kéziratban fennmaradt munkái
- 12 Introitus 5 és 8 hangra.
- 24 Kyriát, 24 Gloriát és 21 Credót 4 és 5 hangra.
- 68 zsoltár 2 és 8 hangra és hangszerekre
- 46 himnusz
- 10 responzórium
- 3 Dies Irae 4 hangra és hangszerekre
- 2 Pange lingua
- 15 Tantum ergo
- 2 Te Deum
- 2 De profundis
- 1 Sepulto domino, vesperás és egyéb kompozíciók

Egykori mestere, Calegari 43 egyházi művét, valamint Porta ötszólamú Introitusát is hangszerelte.

## Fordítás
Ez a szócikk részben vagy egészben  a   Francesco Antonio Vallotti című angol Wikipédia-szócikk fordításán alapul.  Az eredeti cikk szerkesztőit annak laptörténete sorolja fel. Ez a jelzés csupán a megfogalmazás eredetét és a szerzői jogokat jelzi, nem szolgál a cikkben szereplő információk forrásmegjelöléseként.